# Missionary Man
Missionary Man er en single fra Eurythmic' 6. album, Revenge, fra 1986.
Den fortsætter den lidt mere rockede stil som Eurythmics var begyndt at dyrke som i for eksempel i When Tomorrow Comes.
Teksten fortæller om missionæerne's bedrifter, dog med en meget ironisk tone.
musikvideoen blev spillet meget ofte på MTV, og var (sammen med Peter Gabriel's 'Sledgehammer') en af de første musikvideoer som benyttede sig af stop-motion-teknikken.
'Missionary Man' kom op at ligge nummer et på Billboard's 'Mainstream Rock Tracks'-liste, og var også den sidste sang Eurythmics havde med på Billboard.